# Hoplocorypha cacomana
Hoplocorypha cacomana är en bönsyrseart som beskrevs av Giglio-Tos  1916. Hoplocorypha cacomana ingår i släktet Hoplocorypha och familjen Thespidae. Inga underarter finns listade i Catalogue of Life.